# Aegialornis
Aegialornis — рід доісторичних серпокрильцеподібних птахів. Цей рід формує монотипову родину Aegialornithidae, що є проміжною ланкою між серпокрильцевими і еготеловими. 
Відомі в середньому і пізньому еоцені Німеччини і Франції.

## Ресурси Інтернету
- Fossil picture.

| Гасторніс | Це незавершена стаття про викопних птахів. Ви можете допомогти проєкту, виправивши або дописавши її. |